# Сулей, Йоанна
Йоа́нна Су́лей (пол. Joanna Sulej; род. 16 сентября 1989 года в Лосице, Польша) — польская фигуристка, выступающая в парном катании. С Матеушем Хрусциньским она двукратная чемпионка Польши (2009 и 2010 годы). Кроме того, она двукратная чемпионка Польши среди юниоров в одиночном катании (2005 и 2006 годы).

## Карьера
Йоанна Сулей начала кататься на коньках в возрасте 7-ми лет. До 2006 года выступала в одиночном разряде, дважды становилась чемпионкой страны среди юниоров. Однако на международной арене показывала невысокие результаты. После сезона 2005—2006 перешла в парное катание. Первым партнёром был Мацей Левандовский, но в соревнованиях эта пара не участвовала.
В марте 2008 года встала в пару с Матеушем Хрусциньским, так же бывшим одиночником. Тренировалась пара у матери Матеуша Ивоны Мыдляж-Хрусциньской.
В сентябре 2009 года, заняв на турнире «Nebelhorn Trophy» 10-е место, они завоевали для Польши одну лицензию в парном катании на зимние Олимпийские игры в Ванкувере. На Играх были 18-ми, а на последовавшем чемпионате мира — 15-ми.
В сезоне 2010—2011 пара с Хрусциньским распалась, хотя они и приняли участие в одном турнире («Nebelhorn Trophy» — 6-е место).

## Спортивные достижения

### Результаты в парном катании
(с М.Хрусциньским)
| Соревнования                              | 2008—2009 | 2009—2010 | 2010—2011 |
| ----------------------------------------- | --------- | --------- | --------- |
| Зимние Олимпийские игры                   |           | 18        |           |
| Чемпионаты мира                           | 19        | 15        |           |
| Чемпионаты Европы                         | 15        | 14        |           |
| Чемпионаты Польши                         | 1         | 1         |           |
| Nebelhorn Trophy                          |           | 10        | 6         |
| Этапы юниорского Гран-при, Великобритания | 14        |           |           |

### Результаты в одиночном катании
| Соревнования                       | 2002—2003 | 2003—2004 | 2004—2005 | 2005—2006 |
| ---------------------------------- | --------- | --------- | --------- | --------- |
| Чемпионаты Польши                  | 2N.       | 2N.       | 1J.       | 1J.       |
| Этапы юниорского Гран-при, Украина |           |           | 22        |           |
| Этапы юниорского Гран-при, Румыния |           |           | 18        |           |
| Warsaw Cup                         |           |           | 3J.       | 3J.       |
| Nestle Kangus Cup                  |           | 2J.       |           |           |

- N = уровень новичок; J = юниорский уровень